# Murrayfield Racers
Les Murrayfield Racers (Murrayfield Royals de 1952 à 1966), est un club de hockey sur glace situé à Édimbourg en Écosse qui évolue dans le championnat écossais (2e échelon britannique). 

## Historique
Fondé en 1952, le club remporte la Northern League à sept reprises entre 1970 et 1976 lors de la partition du championnat britannique, puis le titre de champion de Grande-Bretagne en 1987 et 1988. Disparu en 1996, le club est remplacé par les Édimbourg Capitals. 
Les Murrayfield Racers sont refondés en 2018.

## Palmarès
- Championnat du Royaume-Uni
  - Champion : 1987, 1988

- Northern League
  - Champion : 1970, 1971, 1972, 1976, 1979, 1980, 1981

- Coupe d'Automne
  - Vainqueur : 1968, 1970, 1974, 1977, 1979, 1980, 1985, 1989, 1993